# Підлуби (Звягельський район)
Підлуби́ — село в Україні, в Звягельському районі Житомирської області. Населення становить 1518 осіб. Входить до складу Ємільчинської селищної громади.

## Географія
Територія, на якій розташоване село, перебуває в межах Поліської низовини. Село над річкою Уборть. У водоймах водиться плітка, окунь, пічкур та інші види риби. Середня висота над рівнем моря 196 м. Клімат помірно континентальний. За останні 10 років літо сухе, а зима м'яка.
Село межує на сході з Чмілем, на південному сході з Руденькою, на півдні з Нитине, на південному заході з Медведеве, північному заході з Паранине і Рудня-Іванівська.

## Історія
Село відоме з 1583 року.
У 1906 році село Емільчинської волості Новоград-Волинського повіту Волинської губернії. Відстань від повітового міста 48 верст, від волості 8. Дворів 184, мешканців 1675.
До жовтневого перевороту в Петрограді 1917 року жителі села вільно здійснювали свої релігійні обряди в різних культових закладах. Православні у сільській церкві Воскресіння Христового, а римо-католики в костелі Воздвиження Святого Христа м. Новоград-Волинського.
У період загострення сталінських репресій проти українського народу в 30-і роки минулого століття органами НКВС безпідставно заарештовано та позбавлено волі на різні терміни 21 мешканця села, з яких 11 розстріляно. Нині всі постраждалі від тоталітарного режиму реабілітовані і їхні імена відомі: Авраменко Федір Дем'янович, Балюрко Сильвестр Федорович, Боровик Йосип Макарович, Дейнеко Григорій Прокопович, Демиденко Текля Матвіївна, Дмитренко Адам Микитович, Дмитренко Юхим Лаврентійович, Долинський Павло Прокопович, Жайворон Сава Федорович, Заєць Адам Данилович, Кашпуренко Лаврентій Федорович, Кашпуренко Олександр Охрімович, Кугитко Адам Олександрович, Пелах Кирило Васильович, Савицький Іван Петрович, Смотерчук Григорій Васильович, Суй Андрій Мойсейович, Суй Василь Титович, Суй Гнат Титович, Суй Григорій Денисович, Суй Яків Григорович, Яценко Василь Дмитрович.